# Vi blir alligevel aldrig voksne
Vi blir alligevel aldrig voksne er det ottende studiealbum af den danske popgruppe tv·2. Det blev udgivet i 1990 på Pladecompagniet. Albummet har solgt 128.000 eksemplarer.
Albummet blev bestilt i 70.000 eksemplarer i den første uge, og debuterede på hitlistens førsteplads. Vi blir alligevel aldrig voksne blev nomineret til Årets danske rock-udgivelse ved Dansk Grammy 1991.

## Spor
Alt tekst og musik er skrevet af Steffen Brandt.
| #   | Titel                         | Producer(e)     | Længde |
| --- | ----------------------------- | --------------- | ------ |
| 1.  | "Romeo hader Julie"           | Michael Bruun   | 4:25   |
| 2.  | "Jeg vil ha' dig"             | Thomas Helmig   | 3:56   |
| 3.  | "Rejsen til Rio"              | Greg Walsh      | 4:06   |
| 4.  | "Farvel til den søvnige mand" | Søren Wolff     | 3:46   |
| 5.  | "Sænk mine skibe"             | Søren Wolff     | 3:57   |
| 6.  | "Baby Blue"                   | Anders Glenmark | 5:12   |
| 7.  | "Tikilluaritsi"               | Greg Walsh      | 3:59   |
| 8.  | "Kom og se, far danser"       | Greg Walsh      | 4:19   |
| 9.  | "Historien er slut"           | Lars Overgaard  | 3:50   |
| 10. | "Romeos lykkelige dag"        | Michael Bruun   | 3:23   |
| 11. | "Kald så på din kæreste"      | Bo Holten       | 3:26   |
| 12. | "Stjernen over Bjerringbro"   | Anders Glenmark | 4:56   |

## Hitliste
| Hitliste (1990) | Højeste placering |
| --------------- | ----------------- |
| Danmark (IFPI)  | 1                 |

## Medvirkedende
| - Anders Glenmark – producer - Greg Walsh – producer - Michael Bruun – producer og supervisor - Søren Wolff – producer - Thomas Helmig – producer - Lars Overgaard – producer - Bo Holten – producer - tv·2 – producer - Per Leth Nissen – pre-produktion - Henrik Nilsson – teknik - Kenneth Kikkenborg – teknik - Mads Nissen – teknik - Jørgen Knub – teknik - Tom Andersen – teknik - Johannes Stærk – teknik - Thomas Olesen – teknik - Hans Erik Lerchenfeld – guitar - Georg Olesen – bas | - Sven Gaul – trommer - Steffen Brandt – tekst, musik, keyboards og vokal - Ivan Pedersen – kor på "Romeo hader Julie" og "Historien er slut" - Anne Herdorf – kor på "Romeo hader Julie" - Hanne Boel – kor på "Jeg vil ha' dig" - Thomas Helmig – kor på "Jeg vil ha' dig" - Johannes Stærk – kor på "Farvel til den søvnige mand" - Jens Johansen – kor på "Farvel til den søvnige mand" - Henrik Nilsson – orgel på "Sænk mine skibe" og "Baby Blue" - Anders Glenmark – add. guitar og keyboards - Niels Hoppe – saxofon på "Tikilluaritsi" - John von Daler – violin på "Kald så på din kæreste" - Anette Welner – violin på "Kald så på din kæreste" - Arkadi Servetnik – violin på "Kald så på din kæreste" - Lena Persson – violin på "Kald så på din kæreste" - Søren Emtoft – trompet på "Kald så på din kæreste" - Bjarne Nielsen – trompet på "Kald så på din kæreste" - Keld Jørgensen – trombone på "Kald så på din kæreste" - Jan Mortensen – trombone på "Kald så på din kæreste" - Mogens Andresen – trombone på "Kald så på din kæreste" - Torbjörn Kroon – trombone på "Kald så på din kæreste" |